# Дёссинг, Томас
Томас Дёссинг (дат. Thomas Døssing; 6 июня 1882 — 18 апреля 1947) — датский библиотекарь.
С 1908 г. работал помощником библиотекаря в Орхусе, затем с 1912 г. библиотекарем в Государственной библиотеке Дании в Копенгагене, в 1920—1942 гг. её директор. Соредактор индекса датской периодики (Dansk Tidsskrift-Index) с 1915 г. В 1916—1918 гг. редактировал ежегодник Bogvennen («Друзья книги»). Считается создателем современной датской концепции публичной библиотеки, предназначенной для личного саморазвития любого человека независимо от социальной принадлежности.
В декабре 1942 г. был уволен с занимаемой должности и провёл некоторое время под арестом. Затем сотрудничал с Движением Сопротивления. В 1944—1945 гг. был представителем его руководящего органа, Совета свободы, в Москве, затем короткое время представлял там же первое послевоенное датское правительство Вильхельма Бюля; согласно опубликованным уже в XXI веке данным, работал в этом качестве скорее на Советский Союз, чем на Данию.
Имя Дёссинга носит присуждаемая с 1983 года премия датского Союза библиотекарей; её получили, в частности, режиссёр Эрик Клаусен и Национальная ассоциация геев и лесбиянок Дании.